# Samsung Galaxy S
I Samsung Galaxy S sono tre smartphone prodotti da Samsung, facenti parte della prima generazione della serie Samsung Galaxy, annunciato nel mese di marzo 2010 e in vendita da giugno dello stesso anno.
A maggio 2011 è stato presentato il loro successore, il Samsung Galaxy S II.

## Samsung Galaxy S
Il Samsung Galaxy S è la versione standard per il mercato italiano (GT-I9000).

### Caratteristiche tecniche
Esteticamente si presenta piuttosto simile al rivale marchiato Apple. Il display è un full-touchscreen capacitivo da 4" Super AMOLED con una risoluzione di 800 × 480 pixel, 233 ppi e 16 milioni di colori. Il dispositivo è inoltre dotato di una fotocamera posteriore da 5 megapixel con autofocus che permette inoltre di girare video in HD 720p@30fps e di una fotocamera anteriore VGA.
Il Galaxy S viene proposto al pubblico in due modelli: con 8 GB o con 16 GB di memoria integrata, entrambi espandibili con microSD fino a 32 GB, per un totale massimo di 48 GB di memoria a disposizione. In Italia, tuttavia, è stata commercializzata solamente la versione con 8 GB di memoria, affiancata ad una batteria da 1500 mAh e a dal chipset Hummingbird con processore Cortex-A8 da 1 GHz e GPU PowerVR SGX540. Il telefono opera in sistema duale UMTS - GSM quadribanda ed è inoltre dotato di Wi-Fi con protocollo N, Bluetooth 3.0, chip GPS con A-GPS, connettività HSPA, radio FM e Micro-USB 2.0.

#### Dimensioni e massa
Il telefono misura 122,4 millimetri di altezza, 64,2 di larghezza e ha uno spessore di 9,9 mm. Il peso si attesta a 118 grammi. Il tasto Home è l'unico tasto fisico nella parte frontale. Gli altri 2 tasti sono a sfioramento, inseriti al di sotto del display capacitivo. Lo schermo è protetto dal vetro antigraffio Corning Gorilla Glass.

#### Sistema operativo
Il sistema operativo montato è Android 2.1 Eclair, aggiornabile fino alla versione 2.3 Gingerbread.

#### Sistemi operativi non ufficiali
Dopo la fine del supporto ufficiale da parte di Samsung, alcuni sviluppatori hanno reso possibile l'aggiornamento di Galaxy S ad Android Ice Cream Sandwich 4.0, JellyBean (con CyanogenMod 10.1)  4.1,  4.2,  4.3. URL consultato il 7 aprile 2018 (archiviato dall'url originale il 5 novembre 2013), KitKat  4.4 (con CyanogenMod 11), Lollipop  5.1 (con OmniROM), Marshmallow  6.0 (archiviato dall'url originale il 7 agosto 2017) (con OmniROM) e Nougat  7.0 (con Lineage OS).

## Samsung Galaxy S SCL
Il Samsung Galaxy S SCL è una variante di Galaxy S presentata al Mobile World Congress di Barcellona.
Sono state vendute circa 10 milioni di unità e all'inizio del 2013 la produzione del telefono è cessata.

### Caratteristiche tecniche

#### Display
A differenza del Galaxy S, questo smartphone utilizza uno schermo tattile con tecnologia Super Clear LCD 16M (che comporta un consumo di batteria maggiore rispetto al Super AMOLED), con una risoluzione di 800 × 480 pixel e una diagonale da 4.0".

#### CPU
Utilizza un SoC Texas Instruments OMAP 3430 single core da 1 GHz con architettura Cortex-A8.

#### GPU
Utilizza una PowerVR SGX530, meno performante rispetto alla PowerVR SGX540 presente su Galaxy S standard.

#### Sistema operativo
Il Galaxy S SCL nasce con la versione 2.2.1 Froyo di Android. Dopo diverse controversie, il telefono viene aggiornato alla versione 2.3.4 Gingerbread.
Con quest'ultima versione software si verificano problematiche relative alle prestazioni della ricezione del Wi-Fi e improvvisi malfunzionamenti dei dispositivi, che non riescono più ad accendersi.
Samsung rilascia successivamente la versione 2.3.5 di Android col fine di risolvere tali problematiche.
Nel marzo 2012 il dispositivo viene escluso dalla lista dei modelli che riceveranno l’aggiornamento alla versione 4.0.3 di Android a causa di problematiche relative al processore e alla presunta impossibilità di adattare l'interfaccia del dispositivo alla nuova versione del sistema operativo. Il dispositivo riceve in seguito un aggiornamento supplementare per Android 2.3 Gingerbread che contiene alcune nuove funzionalità della versione 4.0.3, come ad esempio la funzionalità "Sblocco col sorriso".

#### Sistemi operativi non ufficiali
Alcuni sviluppatori indipendenti hanno realizzato delle ROM alternative (CyanogenMod) per consentire al dispositivo di eseguire versioni successive di Android (4.0.4, 4.1.2, 4.2, 4.3). Nel gennaio 2014 è uscita la versione 4.4.2 (CyanogenMod 11), la cui ultima "Alpha" disponibile è stata distribuita nel maggio seguente. L'implementazione della versione di Android 4.4.4 KitKat, ha segnato l'adesione da parte di alcuni degli sviluppatori ad un nuovo progetto, chiamato "NamelessROM". Questa nuova ROM è concettualmente simile a CyanogenMod e quindi basata sempre su codice AOSP (Android Open Source Project).

#### Memoria
Il dispositivo possiede 512 MB di RAM, di cui visibili circa 487 MB. Questo fatto ha causato confusione negli acquirenti, che non riuscivano a comprendere quale fosse il quantitativo reale di RAM all'interno del dispositivo. La memoria ROM è da 4 GB, espandibile con MicroSD (SDHC anche) fino a 32 GB.

#### Fotocamera
Questo smartphone è dotato di una fotocamera da 5 MP, senza flash LED ma con autofocus e zoom digitale ottico 4x, in grado di registrare video con risoluzione massima di 1280 × 720 pixel a 30 fps. A tale risoluzione è possibile effettuare uno zoom fino a 4x. Il dispositivo presenta anche una fotocamera anteriore da 0,3 MP per effettuare videochiamate tramite rete cellulare e VoIP.

#### Connettività

##### Moduli radio
Questo telefono ha 4 bande EDGE (850/900/1800/2100 MHz) e 4 bande HSPA (850/900/1800/2100 MHz) con l'HSDPA fino a 7.2 Mbit/s e l'HSUPA fino a 5.76 Mbit/s. Nella versione americana ci sono anche due bande CDMA (800/2100 MHz).

##### Altra Connettività
Come il Galaxy S è dotato di WiFi IEEE 802.11 b/g/n monoband, di Bluetooth 3.0, di porta USB 2.0 e di jack auricolare da 3,5 mm. Non supporta il collegamento via TV.

#### Dimensioni e massa
- Altezza: 123,7 mm
- Larghezza: 64,2 mm
- Spessore: 10,59 mm
- Peso: 131 grammi

## Samsung Galaxy S Plus

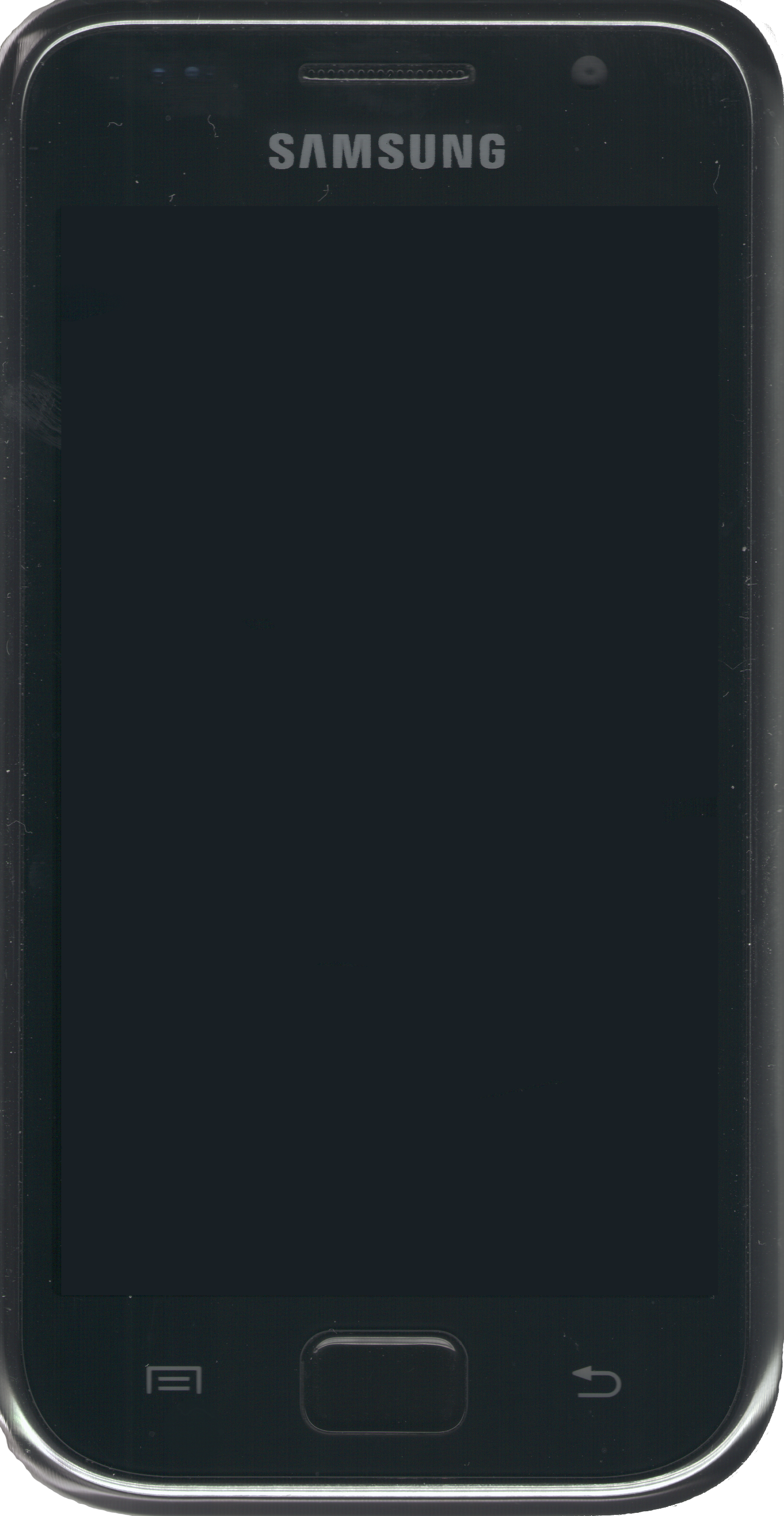
Samsung Galaxy S Plus

Il Samsung Galaxy S Plus (GT-I9001 è il codice prodotto per il mercato italiano) è uno smartphone prodotto e distribuito dalla Samsung nel terzo trimestre del 2011.

### Descrizione
È una nuova versione del Samsung Galaxy S, uscito circa 1 anno prima, dalla quale riprende il design, eliminando la scritta "with Google" dalla cover posteriore. Un'altra differenza è il processore; nel Galaxy S Plus troviamo un Qualcomm Snapdragon da 1.4 GHz single-core. Ciò consente al dispositivo di avere prestazioni leggermente superiori rispetto al Galaxy S. Il cellulare viene distribuito con il sistema operativo Android 2.3.3 Gingerbread, aggiornabile fino alla versione 2.3.6. Nel marzo 2012 viene escluso da Samsung dalla lista degli smartphone che verranno aggiornati ad Android 4.0.4 Ice Cream Sandwich, fermandosi ad un aggiornamento supplementare per la già presente versione 2.3.6.

## Vendite
Samsung ha annunciato che nel 2010 sono stati venduti 10 milioni di esemplari di Galaxy S in tutto il mondo, ed il terminale è stato eletto Smartphone Europeo 2010-2011 dalla EISA.

## Nexus S
Il Samsung Galaxy S risulta simile al Nexus S, immesso sul mercato alla fine del 2010.